# Geisshorn
Pour les articles homonymes, voir Geisshorn (homonymie).
Le Geisshorn est une montagne culminant à 2 366 m d'altitude à la frontière entre l'Allemagne et l'Autriche, dans les Alpes d'Allgäu.